# Drosophila vinnula
Drosophila vinnula este o specie de muște din genul Drosophila, familia Drosophilidae, descrisă de Hardy în anul 1965. Conform Catalogue of Life specia Drosophila vinnula nu are subspecii cunoscute.